# Тереза Штадлер
Тереза Штадлер, серб. Тереза Штадлер (28 вересня 1936, Суботиця — 27 березня 2001, Суботиця) – сербська шахістка, гросмейстер серед жінок від 1977 року.

## Шахова кар'єра
Найбільших успіхів досягла в 1960-х роках. 1964 року завоювала звання чемпіонки Югославії. 1967 року посіла 4-те місце на турнірі претенденток, який проходив у Суботиці. 1971 року кваліфікувалася до міжзонального турніру в Охриді, де посіла 13-те місце.
Тричі представляла збірну Югославії на шахових олімпіадах: 1957, 1969 i 1980. Загалом в тих змаганнях зіграла 33 партії, в яких здобула 22 очки. Найвищого успіху в особистому заліку досягнула 1980 року у Валетті, де здобула бронзову нагороду на 3-й шахівниці.
Неодноразово брала участь у міжнародних турнірах. Найвищого успіху досягнула в містах Бела Црква (1958, поділила 1-ше місце), Ареньш-да-Мар (1966, зональний турнір, 2-ге місце), Новий Сад (1978, поділила 1-ше місце), Яйце (1981, поділила 2-ге місце), Смередевська-Паланка (1981, поділила 3-тє місце).
Найвищий рейтинг у кар'єрі мала станом на 1 січня 1987 року, досягнувши 2250 пунктів ділила 62-66-те місця у світовому рейтинг-листі ФІДЕ, посідала тоді 5-7-ме місця серед югославських шахісток.
1977 року ФІДЕ присудила їй почесний титул гросмейстера серед жінок за колишні шахові здобутки.